# Heinrich Vogel (Wirtschaftswissenschaftler)
Heinrich Vogel (* 2. September 1937; † 22. Oktober 2014) war ein deutscher Ökonom.

## Leben
Vogel studierte Sozialwissenschaften und Nationalökonomie in Wilhelmshaven und München. 1966 wurde er diplomierter Volkswirt. Außerdem erwarb er 1967 ein Diplom in Sowjetstudien. 1969, promovierte er als Ökonom an der Universität München. Darauf war er als wissenschaftlicher Mitarbeiter am Osteuropa-Institut München und von 1972 bis 1976 als Stellvertretender Direktor tätig. 1971 bis 1972 war Vogel Visiting Lecturer (Gastdozent) an der Münchner Zweigstelle der University of Oklahoma. An der Universität München wurde er 1972 Lehrbeauftragter an der Wirtschaftswissenschaftlichen Fakultät. Am Otto-Suhr-Institut der Freien Universität Berlin übernahm er 1975 eine Lehrstuhlvertretung.
1976 bis 2000 war Vogel als Direktor und Professor am Bundesinstitut für ostwissenschaftliche und internationale Studien in Köln tätig. 2000 ging das Bundesinstitut in der Berliner Stiftung Wissenschaft und Politik auf.
Von 1999 bis Ende 2006 war Vogel Mitglied des Vorstands der Stiftung Wissenschaft und Politik, Berlin. Als Mitglied verschiedener politikwissenschaftlicher Gesellschaften beriet er u. a. die Bundesregierung, deutsche Parteien und den Ostausschuss der Deutschen Wirtschaft.

## Veröffentlichungen
- Relations with Russia and the Pursuit of Greatness, in: The American Interest, No.1420, April 2013
- Atempause oder Umschwung – Zur Diskussion über die russische Außenpolitik (russisch), in: Rossija i Sovremennyj Mir, Institut für wissenschaftliche Information in der Sozialwissenschaften, Moskau, März 2011
- Russia – EU: A Dangerous Relationship, Jean Monnet/Robert Schuman Paper Series, Vol. 9 No. 4, Miami, March 2009
- Die Neocons von Moskau, in: Internationale Politik, Februar 2008
- Machtwechsel als Hütchenspiel, in: Russland-Analysen Nr. 154, 21. Dezember 2007.
- Deutsch-russische Beziehungen – von der Völker- zur Männerfreundschaft, in: Internationale Politik, Februar 2006
- Die verletzte Großmacht – Voraussetzungen für einen Umgang mit Russland, in: Russland unter Putin, herausgegeben von Erich G. Fritz, Oberhausen 2005
- Russland ohne Demokratie: Konsequenzen für das Land und die europäische Politik, von Heinrich Vogel, Stiftung Wissenschaft und Politik, Berlin, SWP 2004.
- Russland als Partner der europäischen Politik, Bundesinstitut für Ostwissenschaftliche und Internationale Studien, Köln. herausgegeben von Heinrich Vogel, Köln 1996.
- Umbruch in Osteuropa: Interdependenzen und Konsequenzen, Bundesinstitut für Ostwissenschaftliche und Internationale Studien, herausgegeben von Heinrich Vogel, Köln 1990.